# Ka (ägyptische Mythologie)

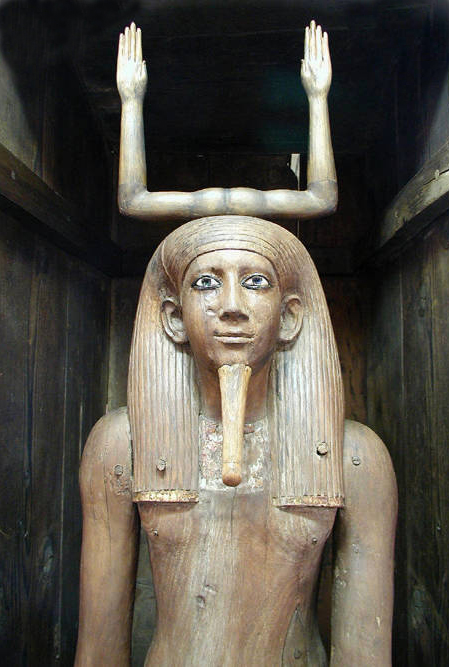
Ka-Statue von Hor I.

Der Ka ist in der altägyptischen Mythologie ein Aspekt des Seelischen, der den physischen Tod des Menschen überdauert. Er verlässt den Körper des Sterbenden und existiert dann eigenständig weiter. Der Ka geht im Gegensatz zum Ba keine Verbindung mit dem Leib des Leichnams ein, sondern tritt als „Ego des Lebenden nach seinem Tod“ heraus, um als Wesensseele, Schutzgeist und Doppelgänger (häufig in Gestalt eines Tieres als Alter Ego) des Toten zu wirken.
In der Ägyptologie war die Rolle des Ka lange Zeit unklar. In älteren Publikationen sind daher abweichende Deutungen anzutreffen. Die scheinbaren Widersprüche fußen auf dem mehrfachen Wandel des Ka-Begriffs in der ägyptischen Mythologie. Veränderte Weltbilder der Ägypter bewirkten daher auch eine wechselnde Mythologie des Ka. Es kann daher keine einheitliche Definition des Ka-Begriffs vorgenommen werden, da der Ka immer in Bezug zur jeweiligen Epoche gesehen werden muss.

## Unterscheidung der Seelenaspekte
Im altägyptischen Denken wurden drei Aspekte des Seelischen hervorgehoben: der Ka, der Ba und der Ach. Beim Ach handelt es sich um eine Existenzform, die erst nach dem Tod durch entsprechende Bemühungen erlangt wird, indem der Tote sich die Ach-Kraft aneignet und dadurch zum Ach wird. Im Unterschied dazu sind Ba und Ka Freiseelen, die den Menschen schon auf seinem Lebensweg begleiten. Nach seinem Tod treten sie für die Hinterbliebenen als zentrale Elemente des Totenglaubens und der Totenfürsorge in den Mittelpunkt der Aufmerksamkeit. Da Ka und Ba klar unterschieden werden und stets unabhängig voneinander existieren, ist die mitunter vorkommende Bezeichnung „Seelenteile“ nicht hilfreich; von einer aus Ka und Ba zusammengesetzten Gesamtseele ist nämlich nicht die Rede. Eher kann man Ka und Ba unter Einbeziehung des lebenden bzw. toten Körpers als Aspekte der Person bezeichnen, denn die Ägypter glaubten an eine nach dem Tod fortdauernde Verbindung des Körpers mit den unterschiedlichen Aspekten des seelischen Bereichs des Verstorbenen. In der Epoche des Alten Reichs, als der Ba anscheinend noch den Königen vorbehalten war, konzentrierte sich die Totenfürsorge der Privatleute auf den Ka. Der Ka war somit die älteste Vorstellung der Ägypter von der menschlichen Seele. Bildlich dargestellt wurde allerdings nur der Ka des Königs.

## Rolle des Ka
Der Ka ist ebenso wie der Ba keine präexistente Seele, sondern entsteht zusammen mit dem Körper, das heißt, er wird während der Schwangerschaft von einer Gottheit geformt. Er ist eine Quelle von Lebenskraft; durch seine Anwesenheit ist der Mensch beseelt und belebt. Nach dem Tod bleibt der Ka in der Nähe des Leichnams. Nun ist es seine Hauptaufgabe, den Toten zu schützen und ihm zu einem Dasein zu verhelfen, das seinem bisherigen sozialen Rang entspricht. Die Wohnstätte des Ka ist eine eigens für ihn errichtete Statue im Grab. Es ist erwünscht, dass der Ka sich mit dem Toten vereinigt; eine Trennung eines Toten von seinem Ka gilt als großes Unglück und wird daher einem Übeltäter in einer Fluchformel gewünscht: „Sein Ka soll von ihm entfernt sein“. Über dem Grab befindet sich eine Opferstelle. Dort wurden im Alten Reich für den Ka – d. h. für die Leiche, die er beleben sollte – Speise- und Getränkegaben bereitgestellt. Diese aufwändige Grabausstattung und intensive Totenfürsorge kam nur für Angehörige der Oberschicht in Betracht.
Könige und Götter haben eine Mehrzahl von Kas. Auch in Totengebeten von Privatgräbern des Alten Reichs kommt der Begriff Ka für eine Person im Plural vor. Der Ka eines erschaffenen Gottes wird diesem bei der Erschaffung durch eine Umarmung verliehen. Damit hängt vielleicht das Zeichen für Ka in den Hieroglyphen zusammen: zwei ausgebreitete, wohl zu einer Umarmung nach oben (vorn) gehaltene Arme, deren Handflächen einander zugekehrt sind.
Unter den unterschiedlichen Interpretationen des Ka in der Forschung sind die Deutungen als Doppelgänger des Menschen, als sein Schutzgeist und als Personifikation der Lebenskraft hervorzuheben; sie erfassen jeweils Teilaspekte des Begriffs. In einer Forschungsrichtung, die ihn hauptsächlich als Schutzgeist auffasst, lehnt man es ab, ihn als Bestandteil der menschlichen Person zu bezeichnen. „Doppelgänger“ ist der Ka, da er der Gestalt des betreffenden Menschen gleicht. Im Rahmen seines Rekonstruktionsversuches des „Ursprungs des Bewusstseins“ hat der verstorbene Princeton-Psychologe Julian Jaynes auch eine neue Theorie des Ka vorgetragen.